# Liste der Stolpersteine in der Verbandsgemeinde Montabaur

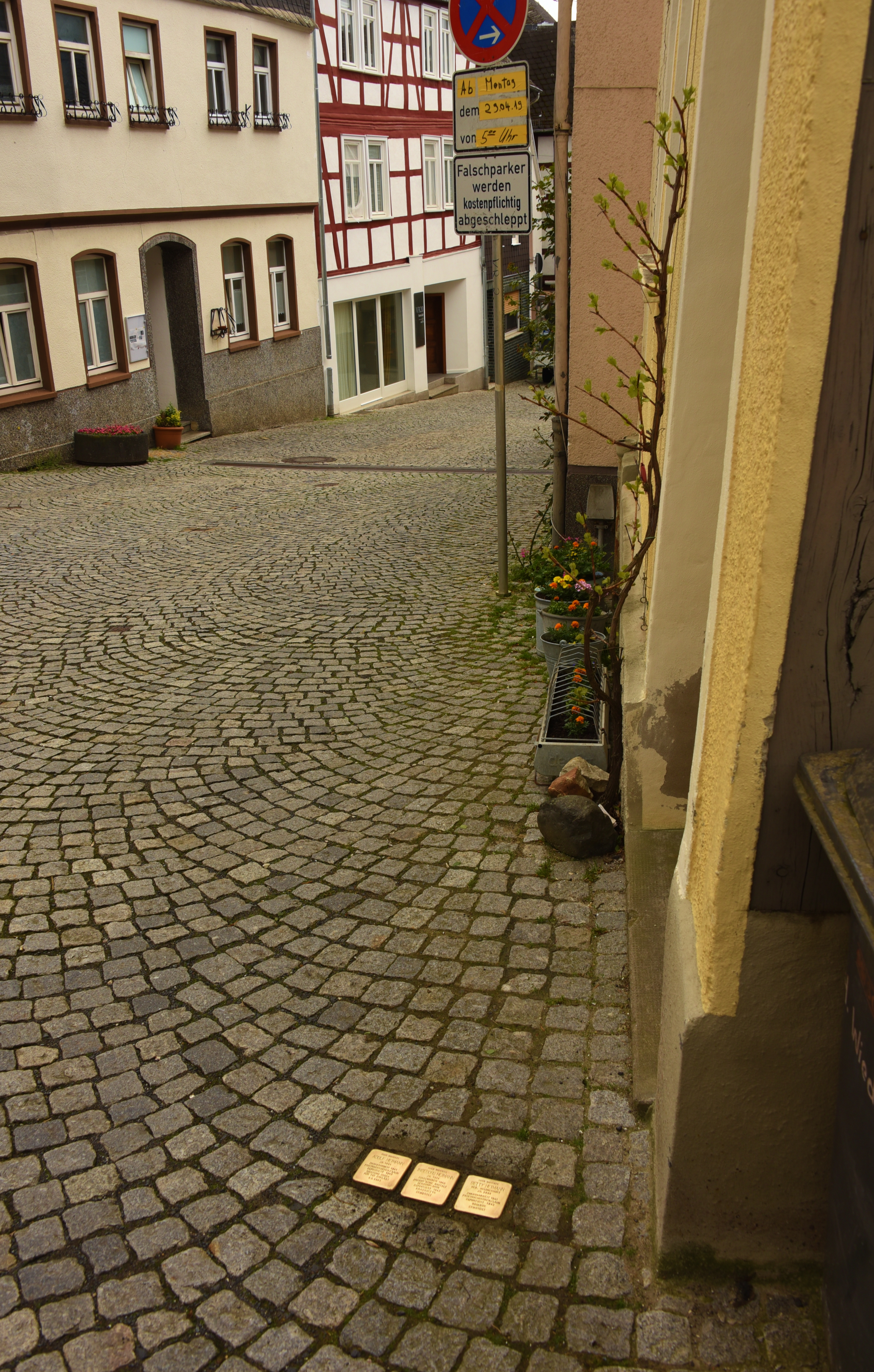
Stolpersteine in der Verbandsgemeinde Montabaur

In der Liste der Stolpersteine in der Verbandsgemeinde Montabaur werden die in den Ortsgemeinden Montabaur, Holler und Ruppach-Goldhausen vorhandenen Stolpersteine aufgeführt, die im Rahmen des Projekts Stolpersteine des Künstlers Gunter Demnig an mehreren Terminen verlegt worden sind. Insgesamt wurden bisher 27 Stolpersteine verlegt.

## Montabaur
| Adresse                       | Name                       | Inschrift | Verlegedatum  | Bild | Anmerkung                                                                       |
| ----------------------------- | -------------------------- | --- | ------------- | --- | ------------------------------------------------------------------------------- |
| Großer Markt 15 ·             | Alfred Löb                 | Hier wohnte Alfred Löb Jg. 1893 unfreiwillig verzogen 1933 Koblenz deportiert 1942 Richtung Osten Schicksal unbekannt                        | 7. Sep. 2012  | | geboren am 19. Juli 1893 in Montabaur                                           |
| Bahnhofstraße 24 ·            | Betty Stern                | Hier wohnte Betty Stern… | 7. Sep. 2012  | | geboren am 12. Juli 1896 in Herborn                                             |
| Bahnhofstraße 24 ·            | Willy Stern                | Hier wohnte Willy Stern… | 7. Sep. 2012  | |                                                                                 |
| Biergasse 6 ·                 | Alois Skatulla             | Hier wohnte Alois Skatulla JG. 1894 im Widerstand verhaftet 1945 Amtsgericht Montabaur erschossen 26.3.1945 Kiesgrube Montabaur              | 7. Sep. 2012  | Bild gesucht Die Wikipedia wünscht sich an dieser Stelle ein Bild vom Ort mit diesen Koordinaten 50.4347397 7.8303333 . Motiv: Stolpersteine Biergasse 6 Falls du dabei helfen möchtest, erklärt die Anleitung , wie das geht. BW          |                                                                                 |
| Ignatius-Lötschert-Straße 2 · | Ottmar Vey Bruder Hyazinth | Hier lebte und arbeitete Ottmar Vey Bruder Rektor Hyazinth Jg. 1877 verhaftet 1935 ‘Devisenschieberei’ tot 15. 9. 1937 Zuchthaus Brandenburg | 7. Sep. 2012  | |                                                                                 |
| Vorderer Rebstock 23 ·        | Adolf Heimann              | Hier wohnte Adolf Heimann ..- | 12. März 2013 | |                                                                                 |
| Vorderer Rebstock 23 ·        | Betty Heimann              | Hier wohnte Betty Heimann ..- | 12. März 2013 | |                                                                                 |
| Vorderer Rebstock 23 ·        | Ingeborg Heimann           | Hier wohnte Ingeborg Heimann ..- | 12. März 2013 | |                                                                                 |
| Vorderer Rebstock 24 ·        | Albert Kahn                | Hier wohnte Albert Kahn Jg. 1874 Zwangsarbeit 1941 Friedrichssegen/Lahn deportiert 1942 Theresienstadt 1942 Treblinka ermordet               | 12. März 2013 | | geboren am 10. März 1874 in Montabaur                                           |
| Vorderer Rebstock 24 ·        | Billa Kahn                 | Hier wohnte Billa Kahn geb. Wolff Jg. 1882 Zwangsarbeit 1941 Friedrichssegen/Lahn deportiert 1942 Theresienstadt 1942 Treblinka ermordet     | 12. März 2013 | | geboren am 26. März 1882 in Kobern                                              |
| Vorderer Rebstock 29 ·        | Erwin Kahn                 | Hier wohnte Erwin Kahn ..- | 12. März 2013 | |                                                                                 |
| Vorderer Rebstock 38 ·        | Leopold Kahn               | Hier wohnte Leopold Kahn ..- | 12. März 2013 | Bild gesucht Die Wikipedia wünscht sich an dieser Stelle ein Bild vom Ort mit diesen Koordinaten 50.4380387 7.8297631 . Motiv: Stolpersteine Vorderer Rebstock 38 Falls du dabei helfen möchtest, erklärt die Anleitung , wie das geht. BW |                                                                                 |
| Vorderer Rebstock 38 ·        | Hilda Kahn                 | Hier wohnte Hilda Kahn ..- | 12. März 2013 | |                                                                                 |
| Vorderer Rebstock 38 ·        | Erich Kahn                 | Hier wohnte Erich Kahn ..- | 23. Aug. 2014 | |                                                                                 |
| Am Kleinen Markt 3 ·          | Hugo Abraham               | Hier wohnte Hugo Abraham Jg. 1872 deportiert 1942 Theresienstadt tot 1.1 1943                                                                | 12. März 2013 | | geboren am 18. Januar 1872 in Bendorf                                           |
| Am Kleinen Markt 3 ·          | Regine Abraham             | Hier wohnte Regine Abraham Jg. 1870 deportiert 1942 Theresienstadt tot 9.3.1944                                                              | 12. März 2013 | | geboren am 31. März 1870                                                        |
| Steinweg 19 ·                 | Heinrich Heimann           | Hier wohnte Heinrich Heimann ..- | 12. März 2013 | |                                                                                 |
| Steinweg 19 ·                 | Rescha Heimann             | Hier wohnte Rescha Heimann ..- | 12. März 2013 | |                                                                                 |
| Alleestraße 5 ·               | Moses Falkenstein          | Hier wohnte Moses Falkenstein Jg. 1868 Flucht 1939 Holland interniert Westerbork deportiert 1943 Sobibor ermordet 26.3.1943                  | 12. März 2013 | | geboren am 18. März 1869 in Meudt Abweichung Geburtsdatum Stein zu Bundesarchiv |
| Alleestraße 5 ·               | David Levy                 | Hier wohnte David Levy Jg. 1891 Flucht 1933 Holland interniert Westerbork deportiert 1944 Theresienstadt ermordet in Auschwitz               | 12. März 2013 | | geboren am 6. Dezember 1891 in Waldbreitbach                                    |
| Alleestraße 8a ·              | Julius Stern               | Hier wohnte Julius Stern Jg. 1877 deportiert 1942 Richtung Osten ???                                                                         | 12. März 2013 | | geboren am 11. September 1877 in Oberbrechen                                    |
| Alleestraße 8a ·              | Frieda Stern               | Hier wohnte Frieda Stern geb. Falkenstein Jg. 1881 deportiert 1942 Richtung Osten ???                                                        | 12. März 2013 | | geboren am 13. Oktober 1881 in Meudt                                            |
| Alleestraße 8a ·              | Ludwig Stern               | Hier wohnte Ludwig Stern Jg. 1907 Flucht 1933 Frankreich interniert Grancy deportiert 1942 ermordet in Auschwitz                             | 23. Aug. 2014 | | geboren am 15. Dezember 1907 in Montabaur                                       |
| Herzog-Adolf-Straße 4 ·       | Leopold Heilberg           | Hier wohnte Leopold Heilberg … | 12. März 2013 | |                                                                                 |
| Herzog-Adolf-Straße 4 ·       | Jenny Heilberg             | Hier wohnte Jenny Heilberg … | 12. März 2013 | |                                                                                 |

## Holler
| Adresse          | Name            | Inschrift | Verlegedatum  | Bild                                                         | Anmerkung |
| ---------------- | --------------- | --- | ------------- | ------------------------------------------------------------ | --------- |
| Hauptstraße 66 · | Adolf Adam Edel | Hier wohnte Adolf Adam Edel Jg. 1893 im Widerstand verhaftet 1945 ‘Wehrkraftzersetzung’ Amtsgericht Montabaur erschossen 26.3.1945 Kiesgrube Montabaur | 12. März 2013 | Stolperstein Montabaur Holler Hauptstraße 66 Adolf Adam Edel |           |

## Ruppach-Goldhausen
| Adresse          | Name           | Inschrift | Verlegedatum  | Bild                                                                    | Anmerkung |
| ---------------- | -------------- | --- | ------------- | ----------------------------------------------------------------------- | --------- |
| Hauptstraße 10 · | Richard Henkes | Hier geboren Richard Henkes Jg. 1900 Pallottinerpater im christlichen Widerstand ‘Schutzhaft’ 1943 Ratibor 1943 Dachau tot 22.2.1945 | 12. März 2013 | Stolperstein Montabaur Ruppach-Goldhausen Hauptstraße 10 Richard Henkes |           |